# Santa Maria del Rovere
Santa Maria del Rovere (anche Santa Maria della Rovere; Madona Rovare in veneto) è un quartiere del comune di Treviso, situato nell'immediata periferia settentrionale della città. Si tratta di uno dei quartieri più popolosi del comune.
Nel corso del XX° secolo il quartiere di Santa Maria del Rovere ha subito una rapida espansione urbanistica e demografica, portando, di fatto, ad inglobare altri sobborghi e località minori quali Sant'Artemio, la Madonnetta, le Acquette ad est della strada Pontebbana, e le Corti ad ovest dell'arteria suddetta. Il quartiere si presenta, al giorno d'oggi, come agglomerato urbano di transizione tra città e campagna, caratterizzato, dunque, dalla coesistenza di edilizia popolare del primo e secondo dopoguerra, e di antichi fabbricati plurisecolari coi caratteri dell'architettura tradizionale veneta.
Dal punto di vista amministrativo, costituisce, assieme ai quartieri di Fiera e Selvana, la circoscrizione B-est del comune di Treviso. A livello religioso, invece, è sede della parrocchia di S. Anna Madre della B.V.

## Geografia fisica
Santa Maria del Rovere si trova a nord del centro storico, lungo la strada statale 13 Pontebbana. Il quartiere si estende tra il canale Piavesella di Nervesa e strada della Repubblica ad ovest, ed il parco dello Storga ad est. La strada Pontebbana rappresenta il confine tra il quartiere e il comune di Villorba, a partire da Villa Felissent sino ai terreni in prossimità dello svincolo con la SP92. Viale Brigata Marche e, in linea di massima, la ferrovia Venezia-Udine, separano Santa Maria del Rovere rispettivamente dai quartieri di San Pio X° e Selvana.

## Storia
In epoca medievale la zona, inclusa ovviamente nel territorio di Treviso, era conosciuto come colmello di Spineda, toponimo che ricorderebbe una piantagione di arbusti spinosi che supportava la cinta muraria nella difesa della città. Dal punto di vista amministrativo, apparteneva al quartiere Oltrecagnan, mentre da quello ecclesiastico faceva capo alla parrocchia di San Tomaso, nel centro storico (così come i vicini colmelli di Selvana e Sambugole). La Cal Nova (attuale Pontebbana) separava Spineda dai colmelli di San Bartolomeo, Le Corti e Fontane (da sud a nord). Si trattava ancora di una zona rurale scarsamente popolata.
Con l'avvento della Serenissima avviene una riorganizzazione amministrativa: viene istituita la podesteria di Treviso suddivisa in nuovi quartieri e Spineda viene assegnata alla Zosagna di Sopra.
Nel Cinquecento, tutta l'area tra la Cal di Breda e Porta San Tomaso viene adibita a zona di addestramento per la cernida, la milizia territoriale veneta: è la cosiddetta Spianata, toponimo che ha poi affiancato in documenti e mappe il preesistente Spineda; con il tempo, tuttavia, questa vasta area venne progressivamente ridimensionata. Già nel Seicento parte del territorio è assegnato ad alcune famiglie del patriziato veneziano e, di conseguenza, si sviluppano i primi importanti insediamenti, distribuiti principalmente lungo il Limbraga e le attuali vie Acquette, Cal di Breda e della Madonnetta. Sotto Napoleone il luogo è ancora in uso (campo di Marte), così come sotto gli Austriaci e dopo l'Unità d'Italia (piazza d'armi) ma si ridusse rapidamente fino a scomparire con l'espansione urbana del Novecento.
Il vero boom urbanistico del quartiere si verifica però nel Novecento con la costruzione della caserma "Salsa" (1915), oggi dismessa, e con i piani di edilizia popolare attuati durante il Ventennio e negli anni sessanta-settanta.
Si staccava dalla Statale Pontebbana, anche Via Fellissent, una strada denominata Via Fonderia, per via di questa attività, dismessa alla fine della seconda guerra mondiale, alla quale si accedeva mediante un ponte sulla Piavesella. Tale denominazione le deriva perché prende l'acqua dal fiume Piave.

## Monumenti e luoghi d'interesse

### Chiesa parrocchiale

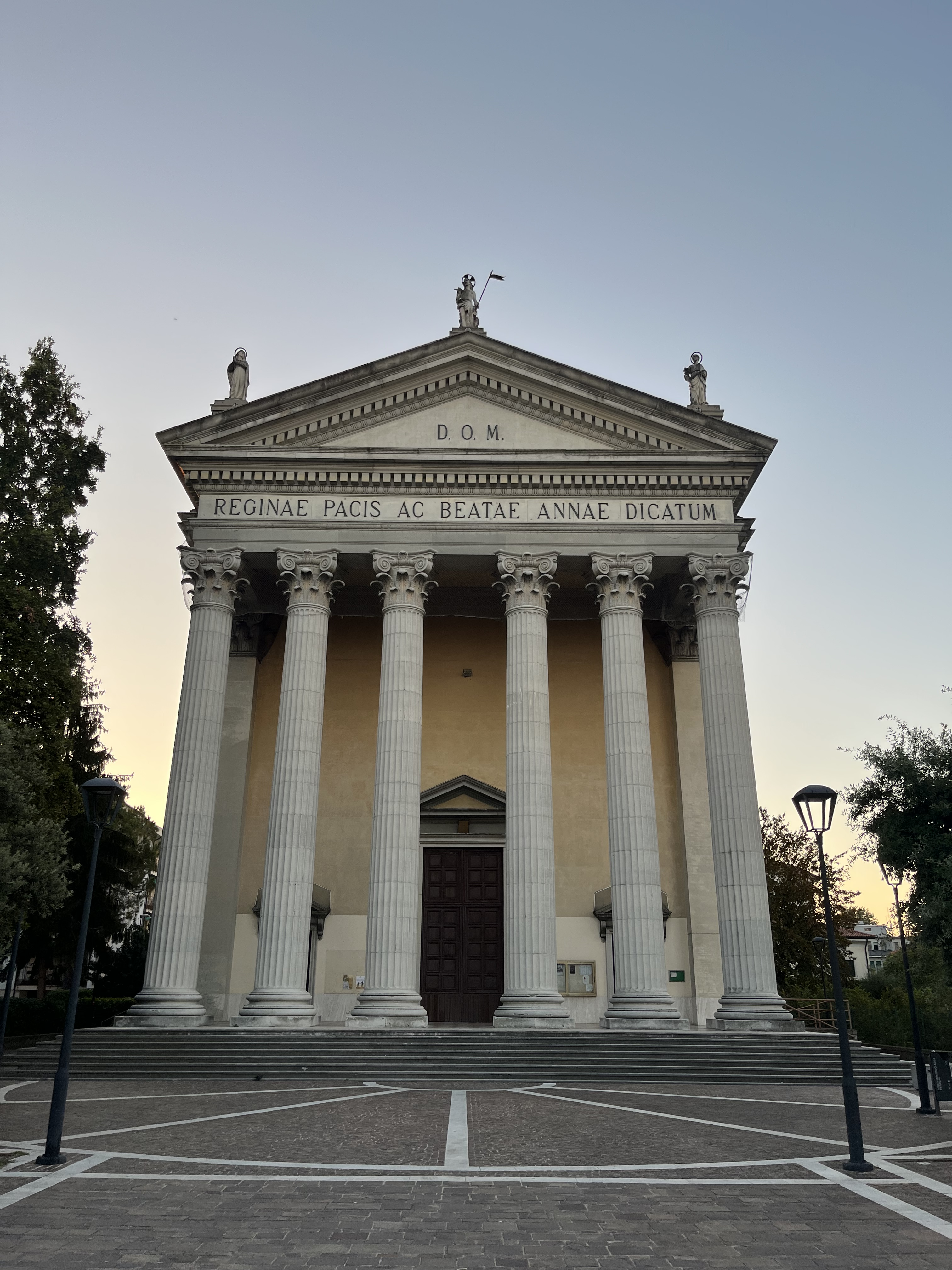
Chiesa di Sant'Anna Madre della Beata Vergine Maria.

A partire dal Cinquecento è attestato un santuario mariano affacciato alla Cal Nova, intitolato alla "Madonna del Rovere" perché nei pressi sorgeva una grossa quercia. Nei secoli ha subito numerosi rimaneggiamenti e ampliamenti (l'ultimo nel secondo dopoguerra) che gli hanno conferito l'attuale maestoso aspetto. Alla fine del XVII secolo risale invece la costruzione della casa canonica.
La parrocchia di Santa Maria del Rovere fu istituita il 31 dicembre 1814, dopo la soppressione, a fine Settecento, della parrocchia di San Tomaso. Comprende tutta la zona a ovest della Pontebbana, incluso Sant'Artemio.

### Chiesetta della Madonnetta
Il piccolo edificio, lungo la Storga, risale molto probabilmente alla fine del Seicento.

### Ville venete
- Villa Manfrin detta Margherita
- Villa Zen
- Villa Braida

### Archeologia industriale
- Ex-fonderia (Fonderia Meccanica Bortolan, poi Società Veneta di Costruzioni Meccaniche, attiva dal 1814 al 1923)
- Ex fabbrica spazzole (ruota sulla Storga in strada Madonnetta)